# Pseudocentroptilum unguiculatum
Pseudocentroptilum unguiculatum is een haft uit de familie Baetidae. De wetenschappelijke naam van de soort is voor het eerst geldig gepubliceerd in 1941 door Tshernova.
De soort komt voor in het Palearctisch gebied.